# Abdelwahid Mohamed al-Nour
Abdelwahid Mohamed al-Nour (également Abdel Wahid el-Nur ou Abdulwahid Mohammed Nour, عبد الواحد محمد نور en arabe) est le fondateur et chef du Mouvement populaire de libération du Soudan (MPLS), un mouvement dont l'objectif est le renversement du régime islamiste autocratique d'Omar el-Bechir et l'instauration d'un régime démocratique et laïc dans un Soudan fédéral et unifié. Il dispose d'une branche armée, l'Armée de libération du Soudan (ALS).

## Biographie
Il est né en décembre 1968 au Soudan, dans l'ouest du Darfour, dans une petite ville appelée Zalingei. Sa famille est originaire du djebel Marra, dans la province de Torrah, qui a été la capitale du sultanat four. Pour comprendre cette région, il faut savoir que le Darfour a été un sultanat indépendant jusqu'en 1916. Ils ont donc une tradition nationale qui leur est propre. Al-Nour a effectué ses études primaires et secondaires à Zalingei, avant d'intégrer le lycée d'Al-Fasher, puis celui de Madani, la deuxième plus grande ville du Soudan et chef-lieu de la région d'Al Ghazira. En 1990, il s'est inscrit à l'université de Khartoum, dont il sort diplômé en droit en 1995. En 1996 il devient avocat.[réf. nécessaire]
En 1992, encore étudiant en droit, Al-Nour a créé le MPLS en réaction à l'établissement, par un coup d'État, du gouvernement militaro-islamiste du général el-Bechir en juin 1989.

### Vie privée
Abdelwahid al-Nour est marié, père de trois enfants.